# Prisión de Napier
La Prisión de Napier (en inglés: Napier Prison) es una antigua cárcel en Napier que fue la instalación penitenciaria más antigua de Nueva Zelanda. Ahora es un centro histórico que ofrece visitas guiadas dos veces al día y visitas guiadas durante todo el día. También es el único edificio donde es posible ver la ruta original del terremoto de 1931 en la bahía de Hawke. La Prisión Napier fue construida en la colina Napier en 1862 y se utilizó hasta principios del decenio de 1990, siendo cerrado oficialmente en 1993.